# Folkpartiet (Iran)
Folkpartiet (persiska: حزب مردم Ḥezb-e Mardom) var ett liberalt och socialt progressivt politiskt parti i Iran, grundat av politikern Asadollah Alam och verksamt under höjdpunkten av shahen Mohammad Reza Pahlavis styre. 

## Historia

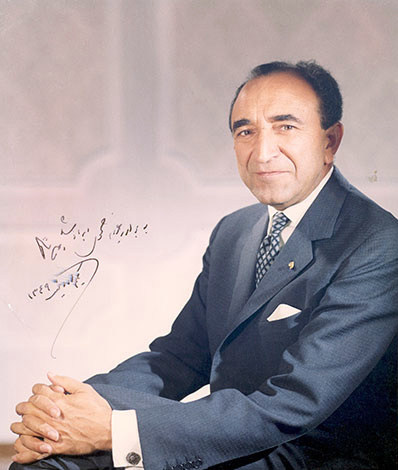
Asadollah Alam, 1970

Folkpartiet bildades av den tidigare inrikesministern Asadollah Alam 1957 och stod i politisk opposition till den politiska högern, först  Melliyun ("Nationalisterna") och efter 1963 Iran Novin ("Nya Iran"). Alam var premiärminister i Iran 1962-1964 och blev sedan hovminister. 
Partiet rönte dock aldrig några framgångar i landets parlamentsval och plågades av ständiga inre slitningar mellan olika fraktioner. Valkampanjerna präglades av allmän oordning och motstridigheter vilket gjorde att man inte hade ett enhetligt politiska budskap att förmedla. Partiet utgjorde därför aldrig ett verkligt alternativ till högern och lyckades inte vara pådrivande i samhällsutvecklingen.
Iran hade ett tvåpartisystem efter amerikansk modell fram till 1975 då enpartisystem infördes och alla partier upplöstes i det nygrundade partiet Rastakhiz ("Renässans"). Mohammad Reza Pahlavi hade tidigare avfärdat enpartisystem som passande för fascistiska och kommunistiska ledare och därför förvånades många när han lät den politiska makten vila hos ett enda parti. Det råder oenighet om vilka faktorer som fick shahen att kraftigt begränsa det politiska spektrumet men mycket talar för att han trodde att det skulle skapa politisk stabilitet och ge förnyad ideologisk kraft till kampen mot inhemsk kommunism och islamism.